# 1351ターフスプリント
1351ターフスプリント（アラビア語: كأس الـ 1351 سبرنت、英語: 1351 Turf Sprint）は、サウジアラビアのキングアブドゥルアジーズ競馬場で開催されている競馬の競走である。

## 概要
サウジアラビアジョッキークラブが2020年に創設した国際競走。総賞金は150万米ドルで、距離は芝1351m。
同日に開催されるサウジカップのアンダーカードの1つである。
海外調教馬はIFHA（国際競馬統括機関連盟）のパート1国における重賞競走で4着以上の成績を収めるか、自国におけるレーティングで100ポンド以上、牝馬は96ポンド以上を獲得しなければ競走に登録することができない。
1351mの設定は、サウジアラビアの建国年であるイスラム暦1351年にあやかったものである。

## 歴史
- 2020年 - 「1351カップ」の名称で創設。
- 2021年 - 「1351ターフスプリント」に改称。
- 2022年 - IFHA（国際競馬統括機関連盟）がサウジアラビアの競馬をパートII国に格上げしたことに伴い、本年より国際G3競走として施行[3]。
- 2024年 - 国際G2に昇格、総賞金200万ドルに増額[4]。

## 優先出走権
阪神カップの1着馬には優先出走権が与えられる。

## 歴代優勝馬
| 回数  | 施行日        | 調教国・優勝馬 | 性齢 | タイム  | 騎手         | 調教師         |
| ----- | ------------- | -------------- | ---- | ------- | ------------ | -------------- |
| 第1回 | 2020年2月29日 | Dark Power     | 騸6  | 1:19.63 | L.デットーリ | A.スミス       |
| 第2回 | 2021年2月20日 | Space Blues    | 牡5  | 1:20.03 | W.ビュイック | C.アップルビー |
| 第3回 | 2022年2月26日 | Songline       | 牝4  | 1:18.00 | C.ルメール   | 林徹           |
| 第4回 | 2023年2月25日 | Bathrat Leon   | 牡5  | 1:17.49 | 坂井瑠星     | 矢作芳人       |
| 第5回 | 2024年2月24日 | Annaf          | 牡5  | 1:17.88 | R.ライアン   | M.アップルビー |
| 第6回 | 2025年2月22日 | Ascoli Piceno  | 牝4  | 1:17.87 | C.ルメール   | 黒岩陽一       |